# Municipio de Ingraham
El municipio de Ingraham (en inglés: Ingraham Township) es un municipio ubicado en el condado de Mills en el estado estadounidense de Iowa. En el año 2010 tenía una población de 532 habitantes y una densidad poblacional de 5,76 personas por km².

## Geografía
El municipio de Ingraham se encuentra ubicado en las coordenadas 41°6′32″N 95°37′3″O / 41.10889, -95.61750. Según la Oficina del Censo de los Estados Unidos, el municipio tiene una superficie total de 92.37 km², de la cual 92,37 km² corresponden a tierra firme y (0 %) 0 km² es agua.

## Demografía
Según el censo de 2010, había 532 personas residiendo en el municipio de Ingraham. La densidad de población era de 5,76 hab./km². De los 532 habitantes, el municipio de Ingraham estaba compuesto por el 97,18 % blancos, el 0,19 % eran afroamericanos, el 0,38 % eran amerindios, el 0,38 % eran de otras razas y el 1,88 % eran de una mezcla de razas. Del total de la población el 1,32 % eran hispanos o latinos de cualquier raza.